# La Limouzinière
La Limouzinière település Franciaországban, Loire-Atlantique megyében. Lakosainak száma 2468 fő (2022. január 1.). La Limouzinière La Marne, Saint-Colomban, Corcoué-sur-Logne, Saint-Étienne-de-Mer-Morte és Saint-Philbert-de-Grand-Lieu községekkel határos.

## Népesség
A település népességének változása:
| Lakosok száma | 1244 | 1147 | 1279 | 1968 | 2355 | 2387 | 2414 | 2467 | 2487 | 2468 |
|               | 1968 | 1982 | 1990 | 2006 | 2013 | 2015 | 2017 | 2019 | 2020 | 2022 |